# Distrito de Cayo
El distrito de Cayo (en inglés: Cayo District) es uno de los seis distritos de Belice ubicado al oeste de la nación. Su capital es la ciudad de San Ignacio y su ciudad más poblada Belmopán.

## Geografía
Dentro de esta región se encuentra la capital nacional, Belmopán, la capital del distrito, San Ignacio, la ciudad de Benque Viejo del Carmen, las aldeas de San Antonio, Valle de Paz, St. Margret's, Roaring Creek, Albaina, San José Succotz, Arenal, Buena Vista, Bullet Tree Falls, Calla Creek, Chorro, Dry Creek Bank, Garbutt's Falls, Spanish Lookout, Toro, Vaca y Providencien.
El distrito de Cayo también tiene en su territorio las ruinas maya de Xunantunich, Cahal Pech, Caracol y El Pilar. Algunos ríos importantes de Cayo son el río Macal y el río Mopán.

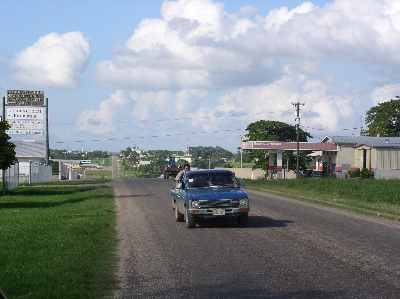
Avenida principal de Spanish Lookout, ciudad del Distrito de Cayo.

## Economía
El distrito de Cayo es sobre todo un área agrícola, siendo sus principales cosechas las frutas cítricas, (naranjas, toronjas y mandarinas), así  como los plátanos. Recientemente se ha encontrado petróleo en Spanish Lookout y actualmente está en producción.
En el distrito existen ruinas mayas y reservas naturales importantes, como el parque nacional Blue Hole y el parque nacional Guanacaste. El ecoturismo es también una parte integral de la economía de la región.

## Demografía
De acuerdo con los datos del censo de 2010, vivían en el distrito 75 046 habitantes, mientras que en el censo del año 2000, el distrito tenía una población de 54 197 habitantes, lo que representa un crecimiento intercensal del 38,5%, siendo el distrito con mayor crecimiento del país.
Del total de la población del distrito, 44.445 eran de origen hispano, representando el 63,4% de la población.